# Ceratozetes kananaskis
Ceratozetes kananaskis är en kvalsterart som beskrevs av Mitchell 1976. Ceratozetes kananaskis ingår i släktet Ceratozetes och familjen Ceratozetidae. Inga underarter finns listade i Catalogue of Life.